# Barcelona (George Ezra)
Barcelona is een nummer van de Britse singer-songwriter George Ezra uit 2015. Het is de zesde en laatste single van zijn debuutalbum Wanted on Voyage.
Ezra schreef "Barcelona" op een rondreis door Europa. Deze reis maakte hij wegens gebrek aan inspiratie in zijn thuisland het Verenigd Koninkrijk. Het nummer werd enkel in het Nederlandse taalgebied een bescheiden succesje. In Nederland kwam het tot de 7e positie in de Tipparade, en in Vlaanderen tot een 12e notering in de Tipparade.